# فرودگاه سن تومه
فرودگاه سن تومه (به انگلیسی: San Tomé Airport) یک فرودگاه غیرنظامی با کد یاتا SOM است که یک باند فرود آسفالت دارد و طول باند آن ۱۹۲۰ متر است. این فرودگاه در کشور ونزوئلا قرار دارد و در ارتفاع ۲۵۵ متری از سطح دریا واقع شده است.

## شرکت‌های هواپیمایی و مقصدهای پروازی
| شرکت‌های هواپیمایی | مقصدهای پروازی |
| ----------------- | -------------- |
| اویور ایرلاینز    | سیمون بولیوار  |